# روزنامه هگمتانه
روزنامه هگمتانه دومین روزنامه استان همدان است که به صورت تمام رنگی در سطح شهرستان همدان توزیع می‌شود. این روزنامه به عنوان نشریهٔ فرهنگی، سیاسی و اجتماعی، متعلق به شهرداری همدان است. همچنین از تیر ماه سال ۱۳۹۰ شمسی نسخه الکترونیکی روزنامه هگمتانه نیز در اختیار خوانندگان قرار گرفته‌است.